# Хроника на птицата с пружина
Хроника на птицата с пружина (ねじまき鳥クロニクル Nejimakidori Kuronikuru) е роман, издаден през 1994–1995 г. от японския писател Харуки Мураками. За него той получава Литературна награда „Йомиури“, която му е връчена от един от най-големите му някогашни критици – Кендзабуро Ое.

## История на публикациите
Оригиналното японско издание е издадено в три части, които съставляват трите „книги“ на еднотомната версия на български език.
1. Крадливата сврака (泥棒かささぎ編 Dorobō kasasagi hen?)
2. Птицата като пророк (予言する鳥編 Yogen suru tori hen?)
3. Ловецът на птици (鳥刺し男編 Torisashi otoko hen?)

## Кратко описание
Първата част, „Крадливата сврака“, започва с разказвача Тору Окада – безработен асистент на адвокат, натоварен от съпругата си Кумико да намери изчезналата им котка. Кумико предлага да погледне на алеята – затворена ивица земя зад къщата им. След като Тору остава там известно време без успех, Мая Казахара, тийнейджърка, която го е наблюдавала на алеята от известно време, го разпитва. Тя го кани в дома си, за да седне във вътрешния двор и да наблюдава изоставена къща, която според нея е популярно място за бездомни котки. Става ясно, че над изоставената къща вероятно тегне странна поличба, тъй като тя е донесла лош късмет на всичките ѝ предишни наематели. Също така там има празен кладенец, който Тору използва по-късно, за да слезне в него и да мисли. Тору междувременно получава сексуални телефонни обаждания от жена, която казва, че го познава, както и от някоя си Малта Кано, който иска да се срещне с него.
Кумико се обажда на Тору, за да му обясни, че трябва да се срещне с ясновидката Малта Кано, която ще помогне с намирането на котката. Малта Кано е препоръчана от брата на Кумико, Нобору Ватая, което е и името, дадено на котката. Семейството на Кумико вярва в предсказването на бъдещето и навремето е уговорило двойката да се среща редовно с възрастен мъж, г-н Хонда, за консултации, което те правят за известно време. Вместо да предсказва бъдещето обаче, г-н Хонда прекарва повечето от сесиите им в преразказване на една и съща история от опита си в Квантунската армия в загубената танкова битка с руснаците при Халкин Гол на границата между Манджоу-Го и Русия по време на Втората световна война. 
Тору се среща с тайнствената Малта Кано в оживен хотелски ресторант и тя възлага на сестра си Крета Кано да продължи работата. И двете сестри носят необичайни дрехи: Малта - голяма червена шапка, а Крета - нестилно облекло от 60-те години на миналия век. Крета се среща с Тору в дома му и започва да му разказва историята от миналото си, включително за изнасилването си от Нобору Ватая, но внезапно си тръгва. Тору забелязва, че Кумико носи парфюм, който ѝ е подарен от неизвестен човек. Котката все още е изчезнала. Лейтенант Мамия се свързва с Тору и го информира, че старият военен приятел на Мамия – ефрейтор Хонда е починал и че Мамия иска да посети Тору, за да остави предмет, който Хонда му е завещал. Първата книга завършва с пристигането на лейтенант Мамия, който разказва на Тору дълга история за своите зловещи и мистични преживявания по време на война в Манджоу-Го в Квантунската армия, където е свидетел на дране на жив човек. Мамия също е оставен да умре в дълбок кладенец, преди да бъде спасен от ефрейтор Хонда. Подаръкът от Хонда е празна кутия.
В началото на втората книга – „Птицата като пророк“ Кумико е изчезнала. Малко след това Тору разбира чрез среща с Нобору Ватая и Малта Кано, че Кумико очевидно е прекарвала време с друг мъж и е искала да прекрати връзката си с Тору. Объркан, Тору опитва няколко неща, за да се успокои и да обмисли ситуацията: говори и работи с Мая Казахара, скрива се на дъното на кладенеца в изоставената къща и обикаля града, наблюдавайки хората. Работата с Мая е за компания за перуки и включва преброяване на хора с известна степен на плешивост на линия на метрото. Докато е на дъното на кладенеца, Тору си спомня за миналото си с Кумико, включително за първата им среща в аквариум, където са гледали медузи. Той също така преживява подобна на сънища поредица, когато влиза в хотелска стая и говори с жена. Той забелязва странен син белег на бузата си, след като напуска кладенеца. Докато се шляе из града, Тору прекарва по-голямата част от деня пред магазин за понички и наблюдава хората. Така той среща добре облечена жена, както и певец, когото разпознава от миналото си и следва, но е принуден да го набие с бухалка, след като попада в засада от него.
„Ловецът на птици“ е третата, последна и най-дълга част на романа. Тя е завръзката на повечето сюжети, като въвежда няколко нови героя. Добре облечената жена, която Тору среща, докато наблюдава хората, се казва Индийско орехче, и той я вижда отново, когато отново наблюдава хора. Тя го наема, за да освобождава клиенти, жени на средна възраст или по-възрастни, от някакъв вид вътрешен смут, който се развива в тях. Синият му белег е замесен в това по някакъв начин, въпреки че силата му никога не е напълно обяснена. В замяна Тору получава заплащане и частично владение на изоставената къща, която е била закупена за препродажба от агенция за имоти. Канела, синът на жената, поддържа къщата и преоборудва кладенеца със стълба и скрипец, за да отваря и затваря капака на кладенеца от дъното. Тору периодично отива до дъното на кладенеца, за да мисли и да се опитва да отиде отново в хотелската стая. Котката, която почти не се споменава след изчезването на Кумико, се появява в дома на Тору след близо година отсъствие. Тору обсъжда изчезването на Кумико с брат ѝ Нобору Ватая пряко и косвено (чрез неговия агент Ушикава) и в крайна сметка урежда разговор с нея през Интернет, използвайки нейния спомен за срещата с медузите като средство за потвърждаване на нейната самоличност. Накрая Тору успява да отиде в хотелската стая от кладенеца и се изправя пред жената, осъзнавайки, че тя е Кумико, и разваляйки магията. В тази паралелна реалност се разкрива, че Нобору е изпаднал в кома след нападението му с бухалка и че нападателят е изглеждал точно като Тору. Неизвестен мъж влиза в хотелската стая и напада Тору, натрапника, с нож. Тору отвръща на удара с бухалката и убива човека, преди да избяга обратно в кладенеца. В кладенеца, насинен и неспособен да се движи, Тору припада, след като кладенецът се пълни с вода. Канела го спасява, а няколко дни по-късно Индийско орехче го уведомява, че в тази реалност Нобору е получил инсулт и сега е в кома. Кумико му изпраща съобщение на компютъра, за да го уведоми, че е добре, но възнамерява да убие Нобору, като издърпа щепсела на животоподдържащата система. Тя разкрива, че не е изневерила на Тору само с един мъж, а с няколко. Манията на Нобору по средната им сестра, продължила и с Кумико, предизвиква сексуална зависимост в нея, докато Нобору не се намеси. Впоследствие, в дискусия между Тору и Мая Казахара Тору казва, че Кумико е успяла да убие Нобору и сега излежава присъда в затвора, след като е признала за престъплението си по собствена воля, защото тя чака медийният цирк да приключи, така че нито тя, нито Тору са на прицел. Тору казва, че ще я чака и се сбогува с Мая.

## Основните герои
Въпреки че тази книга има много главни и второстепенни герои, тези са сред най-важните:
- Тору Окада: Разказвачът и главният герой, Тору е пасивен и често апатичен млад мъж, живеещ в предградията на Киото, Япония. Той е съпругът на Кумико и непрекъснато следва заповедите или желанията на другите. Тору е представен като обикновен човек и въплъщение на пасивността. Той е правен помощник, който обмисля диплома по право, но е избрал да напусне работата си в юридическа кантора. Прекарва дните си в домакинска работа, готвене на паста, слушане на радио и търсене на изчезналата им котка. В началото на романа животът му е светски. Тору прекарва много време сам и читателят може да види, че той не контролира много аспекти от живота си. Неговото търсене на изчезналата им котка, което го води в интересни приключения.[1]
- Кумико Окада: съпругата на Тору, носещата доходи в семейството и по-автономната от двамата. Работи в издателския бизнес. След изчезването на котката им тя също изчезва. Детството на Кумико е задушаващо, защото родителите ѝ искат тя да заеме мястото на по-голяма сестра, която се е самоубила много млада – събитие, което се превърнало в мания на по-големия им брат Нобору Ватая.
- Нобору Ватая: по-големият брат на Кумико. Той е представен като медийна фигура; публиката го обича, но Тору не може да го понася. Нобору за първи път се появява като академик, става политик в хода на историята и няма явен личен живот. Казват, че той е скрит зад фасада - изцяло стил и никаква същност. Той е антагонистът. Непрекъснато променя образа си, за да победи опонентите си, но изглежда, че никой не забелязва неговите несъответствия освен Тору. Връзката между Тору и Нобору може да се сравни с тази на доброто срещу злото.[2] („Нобору Ватая“ е и името, което Тору и Кумико дават на своя домашен котарак, която Тору по-късно преименува на „Скумрия“. Името на героя също се появява в разказите „The Elephant Vanishes “ и „Family Affair“, и двата в сборника The Elephant Vanishes).
- Мая Казахара: тийнейджърка, която би трябвало да ходи на училище, но по свой избор не  ходи. Тору и Мая поддържат постоянна комуникация през голяма част от романа; когато Мая отсъства, му пише писма. Техните лични разговори често са странни и се въртят около смъртта и влошаването на човешкия живот. Още по-странно е веселото и определено несериозно излъчване, с което се водят тези разговори.
- Лейтенант Мамия: офицер в Квантунската армия по време на японската окупация на Манджоу-Го. Той се среща с Тору, докато изпълнява подробностите от завещанието на г-н Хонда. (ефрейтор, на когото Мамия е бил началник). Той е емоционално белязан от това, че е бил свидетел на одирането на висш офицер и е прекарал няколко нощи, прекарани в пресъхнал кладенец. Той разказва историята си на Тору лично и в писма.
- Малта Кано: медиум, която промени името си на "Малта", след като прекарва аскетически период на остров Малта. Тя е привлечена от Кумико да помогне на семейство Окада да намерят изчезналия им котарак.
- Крета Кано: по-малката сестра на Малта и нещо като чирак, тя описва себе си като „проститутка на ума“. Истинското ѝ име е Сецуко. Тя е била истинска проститутка през годините си в колежа, но се е отказала след сеанс с младия Нобору Ватая, който на практика я е изнасилил с чужд предмет. Смущаваща за Тору, тялото на Крета прилича почти на това на Кумико от врата надолу.
- Индийско орехче Акасака: за първи път среща Тору, докато той седи на пейка и наблюдава лицата на хората всеки ден в Шинджуку. При втората среща тя е привлечена от синьо-черния белег на дясната му буза. Тя и Тору споделят няколко странни съвпадения: птица с пружина в двора на Тору и белегът на бузата се появяват в историите на Индийското орехче, свързани с Втората световна война, а също баща ѝ и лейтенант Мамия (познат на Тору) са свързани с техните преживявания с насилие и смърт в Манджоу-Го и възхода и разпускането на Квантунската армия по време на Втората световна война. „Индийско орехче Акасака“ е псевдоним, който тя избира за себе си, след като настоява пред Тору, че нейното истинско име е без значение.
- Канела Акасака: големият син на Индийското орехче, който не говори от 6-годишна възраст поради събития, включващи крясъка на птицата с пружина и шок от намирането на живо сърце, заровено под тяхното градинско дърво. Той комуникира чрез система от движения на ръцете и думи с уста. Някак си хората, които току-що са го срещнали (които вероятно никога не са чели по устни или са използвали жестомимичен език), го намират за напълно разбираем. „Канела“ също е псевдоним, създаден от майка му. Той е описан като перфектно отражение на добре поддържаната му майка.

- Котарак: Наречен Нобору Ватая на името на по-големия брат на Кумико, той символизира брачното щастие между Кумико и Тору. Изчезването му означава краят на щастието в брака на Кумико и Тору. След като котаракът си тръгва, Кумико и Тору изпитват много затруднения, но когато той се завръща, макар и малко променен и преименуван на Скумрия, това означава, че Тору вече е готов да общува с Кумико и да я спаси от капана, в който е била поставена от брат си.[2]

## Теми
- Желание: Чувството на желание възниква в целия роман в различни герои. В целия роман желанието изглежда се проявява по негативен и почти отвратителен начин. Един пример е показан чрез Нобору Ватая, който желае власт. Това желание за власт го кара да извършва кръвосмесителни действия с двете си по-малки сестри – едната сестра (Кумико) е жива, а другата е мъртва. В началото Тору иска да направи жена си щастлива, като тръгне на дълги еднодневни пътувания, за да намери изчезналия им котарак. Желанието му към нея го отвежда на странни места, където открива повече за себе си. Кумико има много сексуални желания, което я кара да изневерява на Тору, в резултат на което Кумико хваща венерическа болест. През целия роман желанието води героите на тъмни места.[3]
- Сила: Героите в романа непрекъснато придобиват или губят сила и сюжетът се развива около този постоянно променящ се фактор. Нобору Ватая е съсредоточен главно върху придобиването на власт, което от своя страна кара по-малката му сестра Кумико да загуби власт от него и тя става жертва на желанието му за власт. Загубата на силата на героинята Кумико кара Тору да придобие власт. След като Кумико изчезва, това събитие принуждава Тору да намери сила в себе си, за да излезе от своята нормална и комфортна зона, за да намери Кумико и да я спаси от брат ѝ. Това го насочва към мисия да освободи Кумико от юздите, които нейният брат я държи, превеждайки я като придобивка в чувството му за власт. Той намира сила в себе си и желанието си да освободи Кумико. Силата се проявява и в героите, докато се опитват да контролират собствените си емоции.[4]
- Полярни противоположности: В целия роман могат да се видят много примери за герои, които са полярни противоположности. Една основна полярна противоположност се появява в началото на книгата между двете жени в живота на Тору. Мистериозната жена, която се обажда на Тору в началото, се представя много сексуално и влатна. Тя е много уверена в разговора си с него, дори когато той се съпротивлява да я изслуша. Докато Кумико, съпругата на Тору, е много срамежлива и мека в общуването с Тору. Друг пример за полярни противоположности е между Нобору Ватая, братът на Кумико, и Тору. Нобору Ватая е жаден за власт и е представен като силен и неуважителен персонаж. Като има предвид, че Тору е представен като много срамежлив, мек, почтителен и земен герой. Крета Кано посочва тази полярна противоположност в романа, заявявайки, че „Нобору Ватая е човек, който принадлежи към свят, който е точно противоположен на твоя“.[5] Контрастът на полярно противоположни герои осигурява повече дълбочина и индивидуалност на всеки герой поотделно.
- Отчуждение: В целия роман героите очевидно са свързани помежду си, но никога не се чувстват така, сякаш са свързани един с друг. Всички герои се развиват независимо и са склонни да водят самотен начин на живот. Това може да бъде представено в брака на Тору и Кумико. В целия роман Тору се представя като човек, който търси самота. Един пример е представен, докато той изпълнява ежедневна задача: „Отидох на общинския басейн да плувам. Сутрините бяха най-добрите, за да се избегнат тълпите.“[6] Желанието му за усамотение също се проявява, когато напуска работата си, за да се грижи сам за къщата, докато Кумико отива на работа. Харесва му да е сам вкъщи. В отношенията между Кумико и Тору изглежда, че и двата героя се развиват в самота. И двамата герои крият много от мислите си един от друг и въпреки че са женени, Тору размишлява върху факта, че може да не знае много за жена си.[7]

## Наследство
Мнозина смятат романът е шедьовърът на Мураками и той се появява в списъка британския вестник „Телеграф“ за 2014 г. с 10-те най-велики азиатски романа за всички времена.